# قضاء السماوة
قضاء السماوة وهو أحد أقضية محافظة المثنى واكبر قضاء من حيث السكان في المحافظة وتبلغ مساحة القضاء بحوالي 6.689كم2 ويقدر عدد سكان القضاء بالكامل أي المدينة والنواحي التابعة له بحوالي 473 الف نسمة متوزعين على أحياء وقرى ونواحي القضاء وهناك بعض المناطق العشوائية نتيجتا إلى زيادة عدد السكان في المحافظة، مساحة مركز قضاء السماوة 680 كيلومتراً مربعاً.
تشكل قضاء السماوة سنة 1869 م مرتبطاً حينئذٍ بلواء الديوانية التابع لولاية بغداد وفي أواخر سنة 1869 ارتبط قضاء السماوة بلواء الحلة ثم رُبط مرة ثانية بلواء الديوانية سنة 1894 م.